# Koninko
Koninko – osada w Polsce położona w województwie wielkopolskim, w powiecie poznańskim, w gminie Kórnik.

## Opis
W 1510 występuje jako Canyno – wieś należąca do dziedzica Jana. Znajdował się tam wówczas folwark. 
Wieś szlachecka Kanino położona była w 1580 roku w powiecie poznańskim województwa poznańskiego. 
W latach 1975–1998 miejscowość administracyjnie należała do województwa poznańskiego.